# Dominica nos Jogos Pan-Americanos de 2023
Dominica competiu nos Jogos Pan-Americanos de 2023 em Santiago, no Chile, de 20 de outubro a 5 de novembro de 2023. Foi a oitava aparição do país nos Jogos Pan-Americanos, que participa de todas as edições desde a edições de 1995.

## Competidores
Abaixo está a lista do número de competidores (por gênero) participando dos jogos por esporte/disciplina.
| Esporte | Masculino | Feminino | Total |
| ------- | --------- | -------- | ----- |
| Boxe    | 2         | 0        | 2     |
| Total   | 2         | 0        | 2     |